# Rebäse (Misso)
Rebäse – wieś w Estonii, w prowincji Võru, w gminie Misso.